# Maturity Onset Diabetes of the Young
Maturity Onset Diabetes of the Young (MODY-Diabetes, MODY-Syndrom) ist ein erblicher „Erwachsenendiabetes, der im Jugendalter auftritt“ und durch genetische Defekte der Betazellfunktion gekennzeichnet ist.
Diese Bezeichnung wird seit den 1970er-Jahren für einige Formen des Diabetes mellitus verwendet. Seit 1998 werden die MODY-Typen in die verschiedenen Formen des „Typ 3-Diabetes“ (eigentlich: „Andere spezifische Typen“) eingeordnet. In der klinischen Praxis ist der Begriff noch häufig im Gebrauch.

## Genetische Ursache
Der MODY-Diabetes beruht auf Mutationen von Genen des Glukosestoffwechsels. Er wird monogen autosomal-dominant vererbt. Er manifestiert sich bereits in der Kindheit oder Jugend und bedarf zumindest anfangs keiner Insulintherapie. Charakteristisch ist zudem das Fehlen diabetesspezifischer Antikörper. Circa zwei bis fünf Prozent aller Diabetiker haben einen MODY-Diabetes.
Bis jetzt sind 14 Formen des MODY-Diabetes beschrieben worden. Dem zu Grunde liegen Mutationen in verschiedenen Genen des Glukosestoffwechsels. Sieben dieser Gene codieren für die Transkriptionsfaktoren:
- hepatic nuclear factor (HNF)-1alpha
- Transkriptionsfaktor 2 (HNF-1beta)
- HNF-4alpha (oder HNF-4α)
- insulin promoter factor-1
- NeuroD/BETA2
- KLF11
- Pax4

Diese Gene werden in den insulinproduzierenden Beta-Zellen der Pankreasinseln exprimiert und induzieren in mutiertem Zustand Störungen der Organdifferenzierung oder der Insulinsekretion.
Ein Gen (MODY Typ 2) codiert die Glukokinase, einen intrazellulären Glucosesensor im endokrinen Pankreas und gleichzeitig ein wichtiges Enzym der Glykogensynthese der Leber.
In Abhängigkeit vom betroffenen Gen findet man weitere Symptome, beispielsweise eine erniedrigte Nierenschwelle für Glucose mit verstärkter Glukosurie, einen veränderten Lipidstoffwechsel, sowie Nierenzysten und Veränderungen der Genitalorgane.

## Formen

### MODY Typ 1
- Hier handelt es sich um den defekten Transkriptionsfaktor HNF4a (hepatic nuclear factor 4a). Ursache ist das mutierte HNF-4α-Gen im langen Arm von Chromosom 20 (Mensch), nämlich 20q13.12.
- Dieses Protein steuert die Transkription von Genen, die sowohl für den Glukosetransport und Glukosestoffwechsel als auch für die Funktion der Inselzellen notwendig sind. Ferner kann die Glykogensynthese gestört sein. Als übergeordneter Transkriptionsfaktor ist HNF4a zudem an der Regulation des Transkriptionsfaktors HNF1a beteiligt.
- Klinisch ist die auftretende Hyperglykämie deutlich und progressiv, sodass es im Verlauf zu typischen Diabeteskomplikationen kommen kann.
- Auffällig sind oft niedrige Triglyzeridspiegel.

### MODY Typ 2
- Hier bestehen Mutationen des Glukokinase-Gens im kurzen Arm von Chromosom 7 (Mensch), genau in 7p13. Die Glukokinase wird in den Inselzellen des Pankreas und in der Leber exprimiert. In der Leber besteht ihre Aufgabe in der Bereitstellung von Glukose-6-Phosphat zur Bildung von Glykogen. In den Inselzellen ist die Glukokinase Bestandteil des körpereigenen Glukosesensor-Systems.
- Milder Verlauf, nur bei homozygoten Formen insulinpflichtig.
- Keine Hinweise für Spätfolgen an Herz, Blutgefäßen oder Nieren, niedrigere Krankheitsfolgen an der Retina wie bei Diabetes mellitus Typ 2.[2]

### MODY Typ 3
- Hier liegen Mutationen im Gen für den Transkriptionsfaktor HNF1a (hepatic nuclear factor 1a) vor. Das Gen liegt im langen Arm von Chromosom 12, genau: 12q24.31.
- Das HNF1a-Gen steuert die Expression verschiedener Gene in der Leber wie z. B. dem Glukose-Transporter-Gen und ist essentiell für die Transkription des Insulin-Gens im Pankreas. Mutationen im HNF1a-Gen führen zu einem Defekt der Insulinsekretion und einer daraus resultierenden progredient eingeschränkten Insulinausschüttung.
- Klinisch ist die auftretende Hyperglykämie bedeutsam, so dass mit Spätschäden zu rechnen ist.
- Auffällig ist oft eine erniedrigte Nierenschwelle für Glukose.

### MODY Typ 4
- Mutationen im Gen für den Insulinpromoterfaktor IPF-1 oder für die Pancreaticduodenumhomöobox-1 (PDX-1) verursachen diesen MODY-Typ. Die Mutationen findet sich im langen Arm: Chromosom 13q12.2.
- Die Transkription des Insulingens wird durch den Defekt gestört.
- Meist milder Verlauf.
- Bei homozygoter Mutation kommt es zur Pankreasaplasie.

### MODY Typ 5
- Hier liegen Gen-Mutationen für den hepatischen Transkriptionsfaktor 2 (hepatic nuclear factor 1 beta, HNF-1β). Chromosomale Genposition: 17cen-q21.3.
- Der Transkriptionsfaktor 2 reguliert die Gentranskription mehrerer Dutzend Proteine.
- Klinisch ist die auftretende Hyperglykämie bedeutsam, so dass mit Spätschäden zu rechnen ist.
- Assoziation mit Nierendefekten wie Zysten und Hypoplasie und mit Malformationen der Geschlechtsorgane wie Vaginalaplasie und Uterushypoplasie.

### MODY Typ 6
- Hier liegen Mutationen im Gen des Transkriptionsfaktors NEUROD1/Beta vor. Genposition: 2q31.3.
- NEUROD1 reguliert die Transkription des Insulingens.
- Selten, bisher nur wenige Fälle beschrieben.

### MODY Typ 7
- Die ursächliche Mutation betrifft das Gen für den Krüppel-like Factor 11 (KLF11). Genposition: 2p25.1.
- Dieses Protein agiert als Transkriptionsfaktor.
- Nur wenige Familien betroffen.

### MODY Typ 8
- Verantwortlich ist ein verändertes Gen für die gallensalzabhängige Lipase (bile salt dependent lipase = carboxyl-ester lipase; CEL). Genposition: 9q34.13.
- Diese Lipase entscheidet vor allem über die exokrine Funktion des Pankreas, führt aber bei Funktionsverlust auch zum Ausfall der endokrinen Aktivität der Bauchspeicheldrüse.
- Bislang sind nur wenige betroffene Familien identifiziert.
- Homozygot führt die Mutation zur Pankreasaplasie.

### MODY Typ 9
- Mutationen im Pax4-Gen führen zu dieser MODY-Form. Genposition: 7q32.1.
- PAX4 ist ein Transkriptionsfaktor, der im Rahmen der Organentstehung (auch der Inselzellen der Pankreas ) eine wichtige Rolle spielt.
- Dieser Typ ist eine Rarität.

### MODY Typ 10
- Eine bestimmte Veränderung im Insulin-Gen I (Position 11p15.5) kann diesen MODY-Typ 10 hervorrufen.
- Es sind nur wenige Einzelfälle beschrieben.

### MODY Typ 11
- Das verantwortliche Gen (BLK) codiert eine Tyrosinkinase, die als Signalprotein vor allem in B-Lymphozyten, aber auch in Drüsenzellen wie denen der Pankreas zu finden ist.
- Chromosomale Genposition: 8p23.1.
- Es gibt nur wenige betroffene Familien.

### MODY Typ 12
- Das Gen ABCC8 codiert ein Signalprotein in der Membran der Betazelle, das u. a. als Rezeptor die Wirkung von Sulfonylharnstoffen auf den Kaliumkanal vermittelt. MODY Typ 12 zählt man daher zu den „Channel“-Krankheiten (engl. channel = Kanal).
- Chromosomale Genposition: 11p15.1.

### MODY Typ 13
- Bei diesem Defekt ist das Gen KCNJ11 für den Kaliumkanal der Betazelle mutiert. Dieser Ionenkanal verantwortet die Freisetzung des Insulins. Dieser MODY-Typ ist wie Typ 12 eine „Channel“-Krankheit.
- Chromosomale Genposition: 11p15.1.

### MODY Typ 14
- Mutationen im Appl1-Gen verantworten Defekte im multifunktionalen Adaptor-Protein APPL1.
- Genposition: 3p14.

### Nicht klassifiziert
Eine kürzlich identifizierte Form des monogenetischen Diabetes ist durch eine Missense-Mutation des RyR2-Gens gekennzeichnet. Sie ist noch nicht in das MODY-Nummernschema eingeteilt.

### Weitere Sonderformen (neonataler Diabetes mellitus)
Anders als beim klassischen MODY kann ein monogenetischer Diabetes mellitus nicht nur Heranwachsende, sondern sogar Neugeborene betreffen. Verschiedene andere Gendefekte sind dann ursächlich. Hierzu zählen zunächst sehr seltene Fälle von homozygoten MODY-Mutationen (z. B. MODY 2 mit sofortigem Insulinbedarf nach der Geburt, MODY 4 und MODY 8 mit Pankreasaplasie).
Außerdem gehören die oben genannten (MODY Typ 12 und 13) Genveränderungen dazu, die die Funktion bestimmter Kaliumkanäle im Pankreas beeinträchtigen (KCNJ11 und ABCC8). Letztere Formen können sehr gut mit Sulfonylharnstoffpräparaten behandelt werden.

## Diagnose
Die Patienten haben meist einen normalgewichtigen Habitus, der Beginn ist oft schleichend. Klinisch fallen bei dieser Diabetesform schon zu Beginn hohe postprandiale (nach dem Essen) Blutzuckerwerte auf.
Es liegt eine verminderte Insulinsekretion vor, daher findet sich ein gestörter oraler Glukosetoleranztest (oGTT) im 1- bzw. 2-Stunden-Wert. Eine Insulinresistenz findet sich typischerweise nicht, d. h. die Körperzellen sprechen normal auf Insulin an. Begleiterkrankungen im Sinne eines metabolischen Syndroms liegen meist nicht vor. Umweltfaktoren wie Bewegungsmangel und Fehlernährung tragen nicht zum Ausbruch der Erkrankung bei.
Eine besondere Herausforderung bietet die Abgrenzung zum Typ-1-Diabetes-mellitus, der häufigsten Form des Diabetes bei Kindern und Jugendlichen, der sich bei schlankem Habitus manifestiert und mit Insulin therapiert werden muss.
MODY beginnt schleichend, weist eine milde Hyperglykämie auf, zeigt einen Insulinanstieg im Plasma unter Glucosebelastung, neigt nicht zur Ketoazidose, besitzt keine Autoimmunkomponenten und spricht auf orale Antidiabetika oder geringste Dosen von Insulin gut an. Insulinautoantikörper gehören nicht zum Krankheitsbild.
Da keine sicheren klinischen Kriterien zur Unterscheidung existieren, müssen zur Differenzialdiagnose sowohl biochemische Laborparameter als auch eine ausführliche Familienanamnese herangezogen werden.
Der MODY tritt familiär gehäuft auf, die Mutationen kann man durch DNA-Sequenzierung (Polymerasekettenreaktion) nachweisen.

## Therapie
- Diät (Ernährung)
- Orale Antidiabetika (Sulfonylharnstoff)
- Eventuell kurzwirksame Insuline zum Essen